# Nadvojvoda Karlo Stjepan Austrijski
Nadvojvoda Karlo Stjepan Austrijski (njem. Erzherzog Karl Stephan von Österreich; 5. rujna 1860. – 7. travnja 1933.), član kuće Habsburga i veliki admiral u Austrougarskoj ratnoj mornarici.

## Obitelj
Karlo Stjepan rođen je u Židlochovicama kao sin nadvojvode Karla Ferdinanda Austrijskog (sin nadvojvode Karla, vojvode Tešina (1818. – 1874.)) i njegove žene nadvojvotkinje Elizabete Franciske Austrijske (1831. – 1903.). Rođen je u dvorcu Židlochovicama (Gross Seelowitz) kraj Brna u Moravskoj. Kršten je kao Karlo Stjepan Eugen Viktor Feliks Marija. Među njegovom braćom i sestrama bili su kraljica Marija Terezija Bavarska, nadvojvoda Fridrik Austrijski, kraljica Marija Kristina Španjolska i nadvojvoda Eugen Austrijski.
Karlo Stjepan oženio se 28. veljače 1886. u Beču za nadvojvotkinju Mariju Tereziju Austrijsku, princezu Toskane (Brandeis-Altbunzlau (Brandýs nad Labem-Stará Boleslav), 18. rujna 1862. - dvorac Saybusch (Żywiec), 10. svibnja 1933.). Ona je bila kći nadvojvode Karla Salvatora Austrijskog, princa Toskane i njegove žene princeze Marije Imakulate Burbonsko-Sicilske. Ceremonija se održala u Hofburgu, a svjedočio joj je kardinal Ganglbauer.
U braku Karla Stjepana i Marije Terezije rođeno je šestero djece:
- nadvojvotkinja Eleonora Austrijska (1886. – 1974.) udala se za Alfonsa von Klossa.
- nadvojvotkinja Renata Austrijska (1888. – 1935.) udala se za princa Hieronymusa Radziwilla.
- nadvojvoda Karlo Albert Austrijski (1888. – 1951.) oženio se za Alicu Elisabeth Ankarcronu.
- nadvojvotkinja Matilda Austrijska (1891. – 1966.) udala se za princa Olgierda Czartoryskog.
- nadvojvoda Lav Karlo Austrijski (1893. – 1939.) oženio se za Mariju-Klothildu von Thuillières Gräfin von Montjoye-Vaufrey et de la Roche s kojom je imao potomke, među kojima i grofa Lava Stjepana Habsburškog.
- nadvojvoda Vilim Austrijski (1895. – 1948.).

## Vojna karijera
Godine 1879. Karlo Stjepan imenovan je pomorskim zastavnikom (njem. Seefähnrich) u Austrougarskoj ratnoj mornarici. Za njegova pomorskog upravitelja postavljen je 1879. godine Fregattenkapitän (poslije admiral) Hermann von Spaun koji ga je pratio na putovanju do Brazila i Sjeverne Amerike na škuni Saidi. Godine 1896. umirovljen je iz aktivne službe. Međutim, nastavio je napredovati u službi, stekavši položaj admirala 1901. i velikog admirala (njem. Großadmiral) 1911. godine. Imenovan je mornaričkim inspektorom (njem. Marineinspekteur), čime je postao titularno rangirani časnik mornarice. Stvarni nadzor nad operacijama od 1914. do 1918. imali su ipak drugi; Anton Haus, Maximilian Njegovan i Miklós Horthy služili su, svaki u određeno vrijeme, kao zapovjednici flote (njem. Flottenkommandant). Godine 1918. car Karlo I. imenovao ga je istražiteljem pobune mornara u Kotoru (danas u Crnoj Gori). Karlo Stjepan predložio je čistku u reorganizaciji mornarice i postavljanje Miklósa Horthyja za glavnoga zapovjednika.
Karlo Stjepan bio je časnik à la suite u Njemačkoj carskoj ratnoj mornarici i vlasnički poglavica 8. austrijske pješačke regimente. Njegov brat Feldmarschall nadvojvoda Fridrik bio je glavni zapovjednik Austrougarske ratne mornarice od srpnja 1914. do veljače 1917., a njegov najstariji sin nadvojvoda Karlo Albert nosio je čin pukovnika (njem. Oberst) pri kraju Prvoga svjetskog rata.

## Kandidat za poljsku krunu
Njemački car Vilim II. i car Franjo Josip I. Austrijski objavili su 5. studenoga 1916. 'Zakon od 5. studenoga' stvorivši Kraljevinu Poljsku kao neovisnu državu s nasljednom monarhijom. Karlo Stjepan bio je razmatran kao kandidat za regenta i naposljetku kralja.
U to je vrijeme Karlo Stjepan živio u dvorcu Saysbuschu (Żywiecu) u Galiciji. Njegove su šanse bile uvećane činjenicom da je tečno govorio poljski. Dvije su se njegove kćeri udale za poljske prinčeve koji su pripadali kućama Radziwillu i Czartoryskom. Budući da je Karlo Stjepan bio član austrijske carske kuće, da bi postao kraljem trebao je dopuštenje glave obitelji, cara Karla I., koji je oklijevao jer je sâm planirao preuzeti poljsku krunu. Štoviše, obitelji Radziwill i Czartoryski utjecale su se za pomoć Rusiji (kao što su to učinili njihovi predci u 18. stoljeću). Dodatnu političku zbrku stvarala je podrška nadvojvode Vilima, sina Karla Stjepana ukrajinskom nacionalizmu.
Na kraju je proklamacija bila toliko nejasna i provizorna da nije uspjela potaknuti entuzijazam među njezinim navodnim uživateljima pa čak ni među samim Nijemcima i Austro-Ugrima.

## Jahtaštvo
Uz svoju profesionalnu karijeru mornaričkog časnika, Karlo Stjepan aktivno se zanimao za jahtaštvo. Bio je zastavni časnik Cesarske i kraljevske jahtaške eskadre u Puli (njem. Kaiserlich und Königliche Yacht-Geschwader in Pola). Njegov interes za jahtaštvo odveo ga je u Englesku u nekoliko prigoda uključujući Regatu kraljevske jahtaške eskadre 1879., 1900. i 1911. godine. Godine 1892. imenovan je članom (britanske) Udruge jahtaških utrka. Kupio je nekoliko britanskih jahta uključujući Valkyru earla Dunravena 1892. i Ul kompanije Ramage and Ferguson Limited 1911. godine.

## Imanja
Kada je ujak Karla Stjepana nadvojvoda Albert, vojvoda Tešina umro 1895. godine, on i njegova braća naslijedili su velika imanja. Njegove najveće nekretnine bile su u Galiciji, posebice u Saybuschu (danas Żywiecu u Poljskoj). Među poslovima koje je ondje obavljao bila je Żywiečka pivovara koju su nacionalizirali komunisti nakon 2. svjetskog rata. Karlo Stjepan imao je palaču u Puli (stradala u savezničkom bombardiranju tijekom 2. svjetskog rata, a poslije je na tom mjestu izgrađen Kučanov TT centar) i zimsku palaču na Lošinju. Također je imao palaču u Beču u Wiedner Hauptstrasse.

## Počasti
Karlo Stjepan bio je bailo i nositelj Velikog križa časti Suverenoga malteškog vojnog reda, vitez Velikog križa portugalskog Reda tornja i mača, vitez austrijskog Reda Zlatnog runa, danskog Reda slona, švedskog Reda serafima, pruskog Reda crnog orla i toskanskog Reda svetog Stjepana. Godine 1916. imenovan je Zaštitnikom Poljske akademije znanosti i umjetnosti u Krakovu. Bio je Großadmiral (veliki admiral) Austrougarske ratne mornarice, što je odgovaralo činu Feldmarschalla (feldmaršala) u kopnenoj vojsci.

## Kasni život
Nakon 1918. godine Karlo Stjepan nastavio je živjeti u Żywiecu koji je potpao pod suverenost Republike Poljske. Ondje je i umro 7. travnja 1933. godine. Nadvojvotkinja Marija Terezija umrla je ondje mjesec dana poslije, 10. svibnja 1933.